# Pageant of Empire
Pageant of Empire è il titolo dato a un ciclo di canzoni, con parole di Alfred Noyes, scritte dal compositore inglese Sir Edward Elgar, che assegnò posizioni importanti nella Pageant of Empire (Cerimonia Spettacolare dell'Impero) alla British Empire Exhibition a Wembley Park.

## Le canzoni
Le canzoni furono eseguite per la prima volta al pageant il 21 luglio 1924, dirette dal compositore.
Le canzoni, pubblicate da Enoch & Sons, sono le seguenti:
- 1. "Shakespeare's Kingdom"
- 2. "The Islands (A Song of New Zealand)"
- 3. "The Blue Mountains (A Song of Australia)"
- 4. "The Heart of Canada"
- 5. "Sailing Westward"
- 6. "Merchant Adventurers"
- 7. "The Immortal Legions"
- 8. "A Song of Union"

I numeri da 1 a 7 sono per cantante solista con accompagnamento.
La numero 2 "The Islands", la n. 5 "Sailing Westward" e altre tre poesie di Noyes: "Indian Dawn", "The Cape of Good Hope" (per Sudafrica) e "Gloriana" (Regina Elisabetta I) furono anche arrangiate per coro SATB e hanno lo stesso accompagnamento musicale.
La numero 7 "The Immortal Legions" fu anche arrangiata per coro SATB.
La numero 8 "A Song of Union" è un brano a più voci per coro SATB scritto per la pageant, ma in realtà mai effettivamente eseguita nella cerimonia.
Tre movimenti di The Crown of India di Elgar furono inclusi nella Rievocazione, in rappresentanza di "The Early Days of India": Introduction, March of the Mogul Emperors e Crown of India March.
Elgar compose la sua Empire March per la stessa occasione e in quel momento era considerata parte del Pageant of Empire. Comunque l'Empire March in quel momento non fu eseguita e la Imperial March di Elgar prese il suo posto.
Le partiture e le parti orchestrali di tutte le canzoni ad eccezione di "Immortal Legions" e "March" sono andate perse, ma sono state orchestrate dal direttore d'orchestra Martin Yates e registrate complete per la Dutton Epoch dal baritono Roderick Williams con la BBC Concert Orchestra diretta da Martin Yates.

## Incisioni
- The CD with the book Oh, My Horses! Elgar and the Great War[3] has many historical recordings including
  - The Immortal Legions, a 1975 recording with Anthony Ransome (baritone), Kensington Choir and Symphony Orchestra conducted by Leslie Head
  - A Song of Union, a 1975 recording by the Kensington Choir and Symphony Orchestra conducted by Leslie Head
- The CD "The Unknown Elgar" has Sailing Westward and The Immortal Legions, Tudor Choir directed by Barry Collett, with Ken Burley (piano) PEARL SHE CD 9635
- Elgar Pageant of Empire & Sea Pictures Roderick Williams (Baritone) BBC Concert Orchestra conducted by Martin Yates on Dutton Epoch